# Rumelija
Rumelija (turško: Rumeli, »Dežela Rimljanov«, grško: Ρούμελη, Roúmeli, bolgarsko: Румелия, Rumelija) je turško ime, ki se je od 15. stoletja uporabljalo za ozemlje Osmanskega cesarstva na južnem Balkanu. Naziv »Rumeli«, ki v dobesednem prevodu pomeni »dežela Rimljanov«, se je prvotno nanašal na celotno ozemlje Bizantinskega cesarstva in so ga v 11. in 12. stoletju uporabljali tudi za Anatolijo.

## Geografija
Rumelija je obsegala antične province Konstantinopel, Solun, Trakijo, Makedonijo in Mezijo, današnjo osrednjo Grčijo in evropski del Turčije. Na severu je mejila na reko Donavo, na zahodu na Albanijo in na jugu na Moreo (Peloponez). Naziv Rumelija se je nazadnje uporabljal samo za province v osrednji Albaniji in severozahodni Makedoniji z glavnim mestom Bitola. 
Po reformah Osmanskega cesarstva v letih 1870-1875 se ime Rumelija ni več nanašalo na nobeno državno upravno enoto. Vzhodna Rumelija je z berlinsko pogodbo leta 1878 postala samostojna provinca Osmanskega cesarstva, 6. septembra 1885 pa se je po krvavi revoluciji združila z Bolgarijo.
V sodobni Turčiji se za evropski del države (province Edirne, Kırklareli, Tekirdağ in zahodni del province Istanbul) namesto naziva Rumelija praviloma uporablja naziv Trakija (turško: Trakya), v zgodovinskem kontekstu pa še vedno staro ime Rumelija. Turki regijo imenujejo tudi Vzhodna Trakija ali Turška Trakija. 
V Grčiji se naziv Ρούμελη (Roumeli) že od turških časov nanaša samo na osrednjo Grčijo brez Peloponeza.

## Uprava
Prvi beglerbeg Rumelije je bil Lala Shahin Paşa, lala (vzgojitelj oziroma hišni učitelj) sultana Murata I. Za administrativno središče pokrajine je leta 1362 izbral Plovdiv (Filibe, Philippopolis). Leta 1382 so glavno mesto preselili v Sofijo.
Najbolj znani rumelijski beglerbegi so bili:
- Şahabettin Paşa (Sa'd ed-din Paşa) (1436)
- Sokollu Mehmet Paşa (Mehmed Paša Sokolović), po poreklu iz Bosne (1551-1555)
- Pertev Paşa, po poreklu iz Hercegovine (1555-?)
- Yeğen Paşa (17. stoletje)
- Ali Paşa (1741-1822)
- Yorgancıoğlu Paşa (1905)